# Оржевский, Владимир Васильевич
Владимир Васильевич Оржевский (12 [24] августа 1838 — не ранее 1899) — генерал-майор. Сын тайного советника, сенатора, директора департамента исполнительной полиции МВД Василия Владимировича Оржевского.

## Биография
Из дворян Санкт-Петербургской губернии. Сын тайного советника, сенатора, директора департамента исполнительной полиции министерства внутренних дел Оржевского Василия Владимиравича.
С 11 июня 1855 года камер-паж, произведён в прапорщики Лейб-гвардейского Семёновского полка. С 7 апреля 1862 года подпоручик, с апреля 1862 года поручик. С 14 июля по 1 декабря 1894 года находился с полком в составе войск Виленского военного округа. С 13 июня по 20 сентября 1856 года находился в Москве в составе войск Гвардейского и Гренадёрского корпусов, собранных там по случаю Священного Коронования Их Императорских Величеств, и имеет установленную в память этого события темнобронзовую медаль.
С 11 декабря 1861 года по 2 мая 1863 года находился в командировке в военно-судной комиссии состоявшей при Санкт-Петербургском ордонансгаузе.
В штабс-капитаны произведен 19 апреля 1864 года, а 30 августа следующего года награждён орденом Святого Станислава 3 степени. 20 апреля 1869 года он произведен в капитаны и в том же году, 30 августа награждён орденом Святой Анны 3 степени.
27 августа 1872 года исполнительным директором младшего штаб-офицера и 30 августа произведен в полковники и награждён орденом Святого Станислава 2 степени. 7 июня 1875 года утверждён начальником стрелков и 6 ноября награждён орденом Святой Анны 2 степени. В следующем году при гвардейских полках из стрелковых рот, с доформированием одной роты, были образованы четыре батальоны. 1 февраля 1876 года Владимир Васильевич был утверждён командиром 4-го батальона своего полка.
6 августа 1876 года на полковом празднике Преображенцев в том же году назначен флигель-адъютантом к Его Величеству. С началом мобилизации Владимир Васильевич был отчислен от командования 4-м батальоном, и вслед затем 17-го августа назначен командиром запасного батальона. 2 сентября 1878 года награждён орденом Святого Владимира 4 степени. В ноябре того же года ему пожалован персидский орден Льва и Солнца 4 степени.
4 сентября 1880 года он был назначен командиром 145-го Новочеркасского Его Императорского Величества Наследника Цесаревича полка.
30 августа 1881 года он награждён орденом Святого Владимира 3 степени. Как командир шефского полка, был по Высочайшему повелению вызван в Москву, на время Священного Коронования Их Величеств. 15 февраля 1884 года пожалован медалью, установленную в воспоминание данного события.
13 июня 1888 года произведен в генерал-майоры, с назначением командиром 2 бригады 9 пехотной дивизии, но в этом же году 2 ноября перемещен во 2-ю бригаду 24-й пехотной дивизии.
30 августа 1891 года награждён орденом Святого Станислава 1 степени; 26 мая 1893 года назначен командиром 2 бригады 22 пехотной дивизии. В 1895 году награждён орденом Святой Анны 1 степени.
Был женат вторым браком на дочери гофмейстера Высочайшего двора, фрейлине Её Величества Марии Николаевне Бахметовой (26.6.1849—14.04.1896); умерла в Петербурге от воспаления легких после операции по удалению рака, похоронена в Исидоровской церкви Александро-Невской лавры.
От первого брака имел сыновей Василия(12.09.1879—30.08.1888)  Владимира (01.10.1880—20.09.1918), от второго — дочь Марию (Мисси) (15.03.1890—06.08.1900) и сына Алексея (01.01.1892—?).
Скончался, по-видимому, в 1907 году.

## Награды
- орден Святого Станислава 3 степени (30 августа 1865);
- орден Святой Анны 3 степени (30 августа 1869);
- орден Святого Станислава 2 степени (30 августа 1872);
- орден Святой Анны 2 степени (6 ноября 1875);
- орден Святого Владимира 4 степени (2 сентября 1878);
- орден Льва и Солнца 4 степени (ноябрь 1878);
- орден Святого Владимира 3 степени (30 августа 1881);
- орден Святого Станислава 1 степени (30 августа 1891);
- орден Святой Анны 1 степени (1895);